# Wilhelmine Rathner

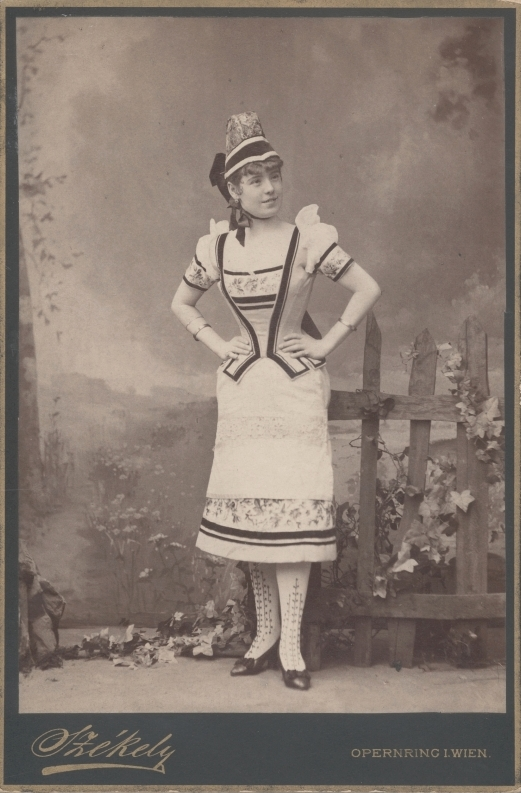
Wilhelmine Rathner, Fotografie von Josef Székely

Wilhelmine „Minna“ Rathner, verheiratete Wilhelmine Kupka (* 4. Oktober 1863 in Wien; † 17. Juli 1913 in Baden) war eine österreichische Tänzerin.

## Leben
Wilhelmine Rathner war die Tochter eines Glasermeisters. 1878 wurde sie Corpstänzerin im Ensemble der Wiener Hofoper. Ab 1885 war sie dort Solotänzerin. Im Jahr 1900 ging sie in den Ruhestand und heiratete zwei Jahre später den Hilfsämterdirektor J. Kupka.
Sehr bekannt wurde sie als Zigeunermädchen Oliva in Sonne und Erde (UA: 1889) und als Deutschmeisterkorporal in Rund um Wien (UA: 1894), beides unter der Choreografie von Joseph Haßreiter.
Ihre Brüder Alfred (1862–1918) und Ferdinand (1868–1923) waren ebenfalls Solotänzer der Hofoper.